# Eriotheca macrophylla
Eriotheca macrophylla là một loài thực vật có hoa trong họ Cẩm quỳ. Loài này được (K.Schum.) A.Robyns mô tả khoa học đầu tiên năm 1963.